# Prix Révélation SAIF
Le Prix Révélation SAIF est un prix créé en 2013 par La Société des auteurs des arts visuels et de l'image fixe (SAIF), destiné à récompenser un talent émergent de la photographie.
Il est attribué chaque année lors du Festival Voies Off, qui se tient à Arles, pendant les Rencontres d'Arles au début du mois de juillet. Parmi les candidats sélectionnés pour le Prix Voies Off, la SAIF récompense celui qu'elle considère comme la révélation de l'année. Le lauréat reçoit une bourse de 2 000 euros, afin de contribuer à la création d'œuvres des arts visuels et d'assurer et développer leur diffusion. Le Prix Révélation SAIF avec le Festival Voies Off s'est arrêté en 2021.
En 2024, le Festival Off d'Arles a été relancé sous l'impulsion de l'association La Kabine, marquant le retour du Prix Révélation, désormais intitulé Prix Révélation SAIF x La Kabine. Ce prix vise à promouvoir une photographie inclusive, respectueuse et éthique, en offrant une plateforme aux artistes émergents. La participation est gratuite et ouverte à tous les auteurs, sans distinction d'âge ou de parcours, à condition de fournir une preuve de leur statut d'artiste auteur. Les participants doivent soumettre une série cohérente de 10 à 15 images, non réalisées dans le cadre d'une commande ou à des fins publicitaires, et n'ayant pas déjà été primées.
Le lauréat reçoit une dotation de 2 000 €, et les 30 finalistes sélectionnés bénéficient d'une projection de leur série lors de la soirée de remise du prix, qui se tient au Palais de l'Archevêché à Arles, lors de la semaine professionnelle. Chacun des finalistes perçoit également 100 € de droits d'auteur pour la présentation de leur travail, ainsi 3 000 €.
Le Festival Off d'Arles, organisé par La Kabine, a pour ambition de fédérer les initiatives photographiques locales et de soutenir la création contemporaine en offrant une visibilité accrue aux artistes émergents.

## Lauréats
- 2013 : Mafalda Rakoš (Autriche), pour sa série Il y a des jours sombres
- 2014 : Eugeni Gay Marín (Espagne), pour sa série Dioses de Alquitrán
- 2015 : Mara Sanchez-Renero (Mexique) pour sa série El cimarron y su fandango
- 2016 : Thibault Jouvent (France) pour son projet A point of view
- 2017 : Coco Amardeil (Canada/France), pour son projet Come Hell or High Water
- 2018 : Hugo Alcol (Espagne), pour sa série Archipiélago
- 2019 : Alfonso Almendros (Espagne), pour sa série Pour nommer une montagne.
- 2024 : Elsa Beaumont (France), pour sa série Le bois de la Dauphine.